# Орфю (водохранилище)
Орфю (венг. Orfűi-tó) — водохранилище неподалёку от села Орфю, медье Баранья, Венгрия. Горная гряда Мечек отделяет озеро от города Печ. Город Печ находится на северо-западе, примерно в 10 км от озера. Озеро как таковое состоит из трёх озёр: озеро Орфю, озеро Печ и озеро Германа Отто. Пополняется озеро за счёт горного источника (венг. Vízfő), и карстовых подземных (грунтовых) вод.
Проект озера появился ещё в 1960 году. Проект подразумевал, развитие и использование карстового озера, создание зон отдыха.
Создание первого озера было завершено в 1962 году. У озера открыт тематический музей посвященный природе края.
Озеро используется для рыбалки, семейного отдыха, купания и катание на лодках.